# Liste der Monuments historiques in Pont-Melvez
Die Liste der Monuments historiques in Pont-Melvez führt die Monuments historiques in der französischen Gemeinde Pont-Melvez auf.

## Liste der Bauwerke
| Bezeichnung                | Beschreibung    | Standort | Kennzeichnung | Schutzstatus | Datum | Bild           |
| -------------------------- | --------------- | -------- | ------------- | ------------ | ----- | -------------- |
| Calvaire de la Croix-Rouge | 16. Jahrhundert | (Lage)   | PA00089538    | Inscrit      | 1964  | weitere Bilder |

## Liste der Objekte
- Monuments historiques (Objekte) in Pont-Melvez in der Base Palissy des französischen Kultusministeriums